# 書籍暗号

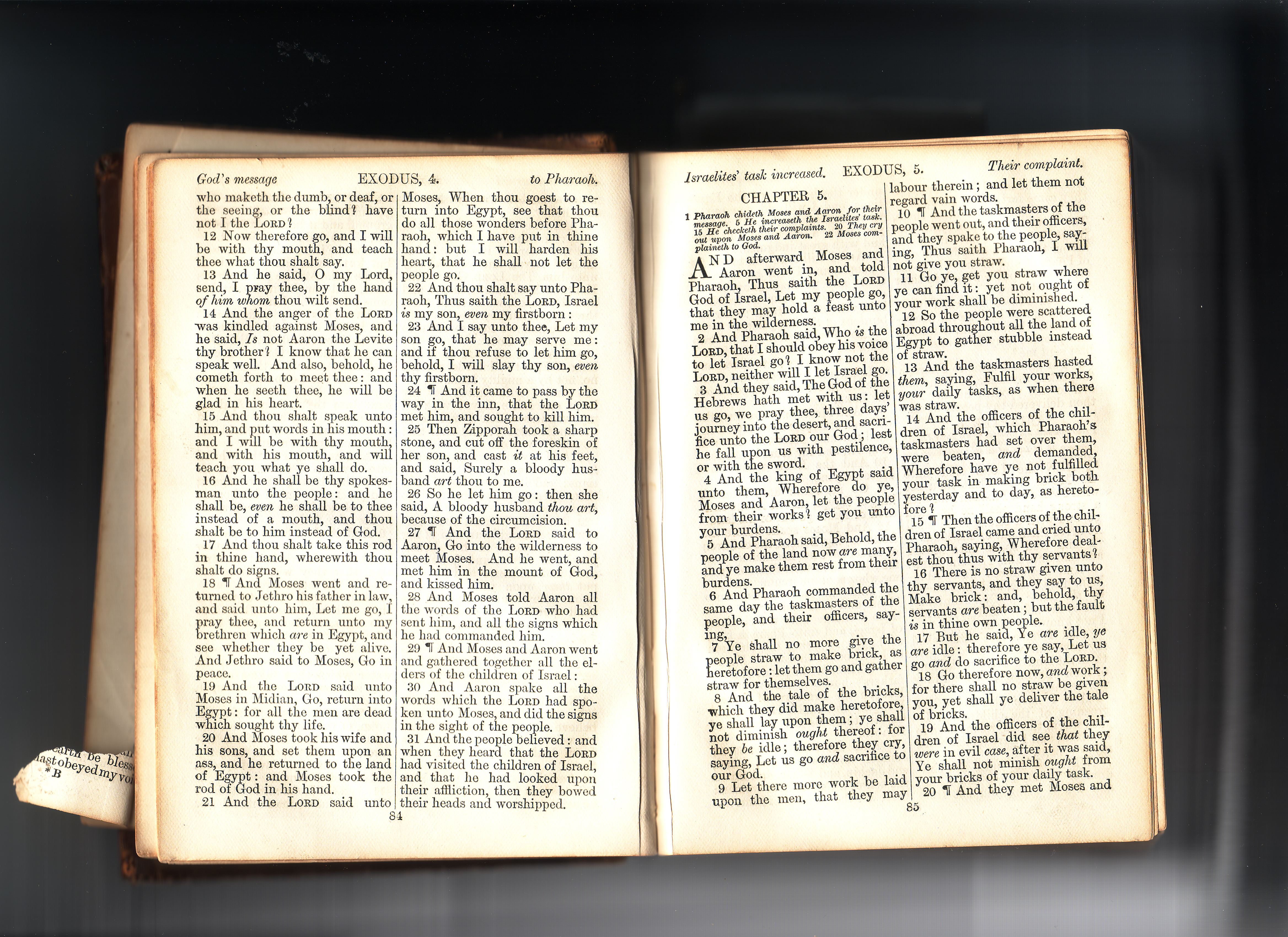
欽定訳聖書。非常に入手しやすい出版物であるため、書籍暗号に適している。

書籍暗号（英: book cipher）またはオッテンドルフの暗号（英: Ottendorf cipher、オッテンドルフの数列）は、書籍など文章の一部を鍵とする暗号である。書籍は現代では広く普及しており、暗号用に特別に作られたものよりも利便性が高い。また、送信者・受信者双方が所持する書籍は、同じタイトルの同じ版を所持することが重要である。
従来の書籍暗号は、メッセージの平文の中の単語を、使用する書籍の単語の位置に置き換えることで機能する。この方法では、書籍暗号は、「コード」という方が適している。
この方法には、メッセージの平文にはあっても書籍にはない単語がある場合、その単語は暗号化できないという問題もある。そのため、この問題を回避する方法として、単語ではなく個々の文字を置き換えるという方法がある。ビール暗号の2枚目の暗号文で使用された方法では、書籍の中の単語の最初の文字をその単語の位置に置き換えている。この方法では、書籍暗号は「サイファ」であり、具体的には「同音換字式暗号」となる。ただし、この方法を頻繁に使用すると暗号文が長くなり（通常、1文字や1音節の暗号化に4～6桁の数字が必要となる）、メッセージの解読に必要な時間と労力が増加するという問題も生じる。

## 鍵の選択
書籍暗号の最大の強みは鍵である。暗号化されたメッセージの送信者と受信者は、暗号の鍵として両者が入手可能な書籍などの出版物を使用する。メッセージを傍受・解読しようとする者は、熟練の暗号技術者（以下の「セキュリティ」の項を参照）でない限り、膨大な数の書籍から何らかの方法で鍵を特定しなければならない。
諜報活動では、書籍暗号は、敵地で活動するスパイにとって非常に有利となる。従来のコードブックでは、現地当局に発見されてしまうと、保有者が即座にスパイとして罪に問われるだけでなく、当局がコードを解読し、工作員に成りすまして偽のメッセージを送信するチャンスを与えてしまう。一方、書籍であれば、スパイの成りすましている架空の経歴や職業に合致するよう慎重に選定すれば、不審に思われることはほぼない。
書籍暗号の欠点は、双方が鍵として全く同じ書籍を所持しなければならないことである。また、書籍は、使用者が持っていて違和感がなく、必要な単語が含まれているものでなければならない。例えば、スパイが軍隊の動きや兵器の数などの情報を送信したい場合、料理本や恋愛小説は、鍵として役に立つとは考えにくい。

## 広く普及している出版物の使用

### 辞書
辞書をコードブックとして使用することで、ほぼ全ての単語を確実に見つけることができ、符号化の際も非常に簡単に単語を見つけることができる。この方法は、ジョージ・スコーヴェルが半島戦争従軍の際、初代ウェリントン公爵軍で使用したものである。スコーヴェルの方法では、鍵となる文字列（コードワード）は、数字（辞書のページを指示）、文字（ページの列を指示）、数字（列のどの項目を意味するかを指示）で構成されていた。ただし、この方法にも欠点がある。辞書の項目はアルファベット順に並んでいるため、暗号の数字もアルファベット順になる。これは、メッセージが二重に暗号化されていない限り、暗号解読者に対する強力なヒントになりうる。また、辞書が広く普及していることで、暗号を解読しようとする者がメッセージを読み取るために使用する辞書を持っている可能性が高いという問題も生じる。

### 聖書暗号
聖書は広く普及している書籍であり、多くの場合で章番号や節番号を付して印刷されているため、特定の文字列を簡単に見つけることができ、暗号目的には特に適している。また、コンコルダンスが広く普及していることも、符号化作業を容易としている。

## セキュリティ
書籍暗号のコード版は、基本的には他のコードと同じであるが、既存の文章を利用することでコードブックの作成や配布の手間が省かれている。しかし、他のコードやサイファに通常用いられる手段で攻撃された場合と同様に、部分的に解読することで暗号解読者に他のコードワードを推測されたり、鍵文書を特定することで暗号が完全に解読されたりする可能性がある。しかし、書籍暗号が解読される方法はこれだけではない。書籍暗号は、他の暗号解読法の影響を受けやすく、高度な方法を用いなくても、暗号解読者が鍵となる書籍が分からなくても、簡単に解読されてしまう 。
一方、サイファ版は、等価物の非常に多い同音換字式暗号として機能するため、慎重に使用すればこちらの方がはるかに強力である。しかし、暗号文が非常に長くなってしまうという代償を伴う。

## 使用例
- 書籍暗号の有名な使用例としてビール暗号があり、その2枚目の暗号文ではアメリカ独立宣言書（の異種印刷）を鍵文書として使用している。
- アメリカ革命では、ベネディクト・アーノルドが書籍暗号を使用している。この暗号はアーノルド暗号（英語版）とも呼ばれており、ウィリアム・ブラックストン卿の「英法釈義（英語版）」を鍵文書として使用している。
- 暗号事件シケイダ3301全体で、書籍暗号が一貫して使用されている[3]。

### フィクションにおける使用
- 2016年のアメリカのテレビドラマシリーズ『Colony』では、レジスタンス運動が下部組織のメンバー間の通信手段として書籍暗号を使用する。
- 1868年に出版された小説『ルコック探偵』では、囚人が二重書籍暗号を使用して共謀者と連絡を取っていることをルコック探偵が突き止める[要説明]。囚人が所持している書籍は『ベランジェの歌』1冊のみのため、解読法は容易に発見された。
- アーサー・コナン・ドイルの小説『恐怖の谷』では、シャーロック・ホームズが、どの書籍が鍵文書として使用されているかを推理し、書籍暗号で暗号化されたメッセージを解読する。
- ケン・フォレットの第二次世界大戦を舞台にしたスリラー小説『レベッカへの鍵（英語版）』の題名は、カイロで活動するドイツ人スパイがダフニ・デュ・モーリエの小説『レベッカ』を暗号のベースとして使用していたことに由来する。
- 『A Presumption of Death（英語版）』では、第二次世界大戦でナチスに占領されたヨーロッパで英国諜報部の任務に就いているピーター・ウィムジイ卿が、ジョン・ダンの作品を基にした暗号を使用する。ドイツ軍に暗号を解読され、ウィムジイとバンターは危うく捕まりそうになる。ウィムジイは、自身と妻だけが知っている未発表の文書に基づく新たな暗号を即席で作成する。
- グレアム・グリーン作品では、主人公たちが書籍暗号を使用することが多い。『ヒューマン・ファクター』では数冊の書籍が使用され、『ハバナの男』ではチャールズ・ラムの『シェイクスピア物語』が使用されている。
- テレビドラマ版『炎の英雄 シャープ』のエピソード「シャープの剣」では、書籍暗号が重要な役割を果たす。鍵文書は、ヴォルテールの『カンディード』。
- 2004年の映画『ナショナル・トレジャー』では、アメリカ独立宣言書の裏から「オッテンドルフの暗号」が発見される。鍵文書としてサイレンス・ドゥーグッド（英語版）の手紙が使用されている。
- マシュー・ライリーの小説『The Six Sacred Stones（英語版）』の主人公は、書籍暗号を使用して秘密のメッセージを送り合っていた。鍵文書は『ハリー・ポッター』シリーズの書籍であったが、鍵文書の特定を困難にするため、メッセージは『指輪物語』のフォーラムを介して送信されていた。
- 2007年に発売されたテレビドラマシリーズ『LOST』の4つのジグソーパズルシリーズ「Lost: Mystery of the Island」では、各パズルの箱にオッテンドルフの暗号が使用され、ネタバレを隠したり、ファンに番組の情報を公開したりしていた。
- 『クリミナル・マインド』の2部構成のエピソード「地獄からの挑戦状」では、犯人がホッチナー捜査官の妻を通じて行動分析課に持ち込んだオッテンドルフの暗号が登場する。この暗号は、2年前に行方不明になった少女を探すための大きなパズルの一部であった。鍵文書はジョン・ファウルズの『コレクター』。
- 『バーン・ノーティス 元スパイの逆襲』（2010年のエピソード「誘拐」「迫りくる嵐」）では、マイケル・ウェスティンがサイモンのコードブックである聖書を金庫から盗み出す。これは、マイケルがサイモンとの面会を手配しようとする中で、利益のために戦争を始める組織を追跡するシーズンプロットの一部となる。
- イギリス・BBCのテレビドラマシリーズ『SHERLOCK（シャーロック）』のエピソード『死を呼ぶ暗号』では、中国系の堂（トン）の密輸業者が仲介者や仲間との連絡にグラフィティのメッセージを介した暗号を使用していた。シャーロック・ホームズはその鍵となる書籍を探し、最終的に『London A-Z（英語版）』（ストリートマップ）に辿り着く。
- 2011年の映画『アンノウン』では、ブレスラー教授のパスワードがオッテンドルフの暗号によってわかりにくくされている。
- 『ザ・ユニット 米軍極秘部隊』のエピソード「ユニット解散」では、ジョナス・ブレイン（別名「スネークドクター」）が叙事詩『失楽園』による書籍暗号を使用して、妻のモリーにパナマに無事に到着したことを伝えている。
- ヤロスラフ・ハシェクの小説『勇敢なる兵卒シュベイクの冒険』では、シュベイクの大隊の将校たちが書籍暗号の使用を試みる。しかし、暗号に使用する小説は2巻構成で、シュヴェイクは将校たちが小説を読みたいのだと考えて、暗号に使用する2巻ではなく1巻を将校に渡していたことが判明し、将校たちの試みは失敗に終わる。さらに、暗号の鍵は、出版済みの軍事教科書に掲載されている例と同じであった。
- イーアン・ペアーズ（英語版）の歴史ミステリー『指差す標識の事例』では、ある登場人物の家族の歴史とイングランド内戦との関係を書籍暗号で隠している。
- ジョン・ル・カレの小説『パーフェクト・スパイ』では、主人公のマグナス・ピムがドイツ語の文書『ジンプリチシムス』を基にした書籍暗号を使用する。
- 映画『刑事グラハム/凍りついた欲望』では、刑務所にいるハンニバル・レクターが新聞の個人広告で書籍暗号を使用して連絡を取る。この書籍暗号は警察も認識していたが、レクターの言っているものとは異なっていた（レクターは聖書の節に言及しているが、章番号の一部が正しくない）。警察は後にレクターが実際に使用していた書籍を突き止めるが、レクターはその男にFBI捜査官ウィル・グレアムの自宅住所を教え、グレアムの殺害を指示していた。
- J. D. ウェルチの小説『The Darwin Code』では、ジェスがシェークスピアの演説を使用して書籍暗号を組み立て、味方かもしれない敵と通信する。
- クリスティン・カショア（英語版）の小説『Bitterblue』では、ビターブルーが書籍（？）暗号を使用して父親の王としての統治の秘密を解き明かす。
- テレビシリーズ『ドイツ1983年（英語版）』では、主人公マーティン・ラオホの東ドイツ人訓練士が、書籍暗号を使って西ドイツに潜入中のラオホと連絡を取る。